# Schützenverein Treffurt
Der Schützenverein Treffurt 1516 e.V. ist ein Schützenverein aus der Kleinstadt Treffurt im Wartburgkreis in Thüringen. Er besteht seit 1516 als Verein und feierte im Jahr 2016 sein 500-jähriges Bestehen. Der Verein ist Mitglied im Wartburgschützenkreis, des Thüringer Schützenbundes und des Landessportbundes Thüringen. Neben dem Schießsport ist die Traditionspflege des deutschen Schützentums Ziel des Vereins.

## Geschichte
Die Treffurter Schützengilde, deren Anfänge ins 15. Jahrhundert zurückreichen, gründete 1516 den Schützenverein. Ein entsprechender Eintrag findet sich im Hessischen Staatsarchiv in Marburg. Er gilt damit als einer der ältesten Schützenvereine Deutschlands. Als 1525 im Zuge des Bauernkrieges aufständische Bauern in die Ganerbschaft Treffurt einfielen, wurden diese vom Schützenverein mit Schusswaffen unterstützt. Die Stadtoberen entzogen der Schützengilde daraufhin 1528 das Recht mit Schusswaffen umzugehen. Bis die Schützen 1535 ihre Rechte zurückerhielten, mussten sie sich mit Armbrüsten behelfen.
1843 trug der Verein dem preußischen König Friedrich Wilhelm IV. den Titel des Treffurter Schützenkönigs ehrenhalber an. Dieser dankte, indem er dem Verein eine neue Schützenfahne stiftete, die ihre Vorgängerin aus dem Jahr 1750 ersetzte. In den Beständen des Vereins erhalten ist eine Schützenkette aus dem Jahr 1785 und eine bronzene Kanone aus dem Jahr 1757.
1926 wurde auf dem traditionellen Festplatz der Treffurter Schützen am Südufer der Werra eine Schützenhalle mit Bühne und Tanzfläche errichtet. Sie wurde zu Zeiten der DDR an ihren heutigen Standort verlegt, um Platz für das Hebetechnik-Werk des TAKRAF-Kombinates zu schaffen.

## Schützenfest
Jährlich richtet der Verein das Treffurter Schützenfest aus, welches im Juli 2015 zum 499. Mal stattfand. Die ersten Schützenfeste der Schützengilde fanden bereits im 15. Jahrhundert statt. Geschossen wird bei diesem Anlass traditionell auf Papierscheiben und einen aus Lärchenholz geschnitzten Holzvogel. Fällt dieser, werden drei Böllerschüsse abgefeuert; der siegreiche Schütze wird Schützenkönig. Der Verein pflegt damit auch klassische Traditionen der historischen Schützenbruderschaften.